# Thandorf
Thandorf ist eine der kleinsten Gemeinden im Landkreis Nordwestmecklenburg in Mecklenburg-Vorpommern (Deutschland). Sie wird vom Amt Rehna mit Sitz in der gleichnamigen Stadt verwaltet.

## Geografie
Die Gemeinde Thandorf liegt in einem hügeligen Gebiet in der Nähe der Grenze zu Schleswig-Holstein, etwa fünf Kilometer östlich des Großen Ratzeburger Sees und 15 Kilometer von Lübeck entfernt.
Zu Thandorf gehört der Ortsteil Schlagsülsdorf.

## Geschichte
Am 1. Juli 1950 wurde die bis dahin eigenständige Gemeinde Schlagsülsdorf eingegliedert.

## Politik

### Gemeindevertretung
Die Wahl vom 25. Mai 2014 hatte folgende Ergebnisse:
- WG Thandorf: 5 Sitze
- Einzelbewerber: 1 Sitz

Als Bürgermeister wurde Wolfgang Reetz gewählt.

### Wappen, Flagge, Dienstsiegel
Die Gemeinde verfügt über kein amtlich genehmigtes Hoheitszeichen, weder Wappen noch Flagge. Als Dienstsiegel wird das kleine Landessiegel mit dem Wappenbild des Landesteils Mecklenburg geführt. Es zeigt einen hersehenden Stierkopf mit abgerissenem Halsfell und Krone und der Umschrift „GEMEINDE THANDORF • LANDKREIS NORDWESTMECKLENBURG“.

## Sehenswürdigkeiten
→ Siehe auch Liste der Baudenkmale in Thandorf
- Das noch ursprüngliche Bauerndorf
- Biosphärenreservat Schaalsee
- Stoffersche Hof in Thandorf mit  dem dreifachen Bauerntanz über dem Tor
- Schulzenhaus – ehemalige  Uhlenhof-Stickerei.

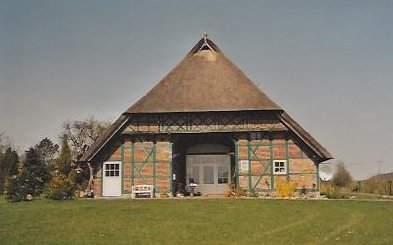
Stoffersche Bauernhaus

## Verkehrsanbindung
Im acht Kilometer entfernten Groß Grönau besteht Anschluss an die Bundesautobahn 20. Die Verbindungsstraße von Ratzeburg nach Schönberg führt in der Nähe Thandorfs vorbei. Die nächsten Bahnhöfe befinden sich in Ratzeburg, Lübeck und Rehna.

## Persönlichkeiten
- Die Schriftstellerin Alina Herbing (* 1984 in Lübeck) wuchs in Schlagsülsdorf auf. In ihrem Debütroman Niemand ist bei den Kälbern (2017) thematisierte sie das Leben der Nachwendegeneration auf dem Land.[4]